# Alex Veadov
Alex Veadov (Černivci, 15 aprile 1962) è un attore ucraino naturalizzato statunitense.

## Biografia e carriera
L'attore, di origini russe, ebreo etnico, ha iniziato ad apparire in film TV, serie televisive e lungometraggi sin dalla fine degli anni '80.
Egli è inoltre doppiatore di videogame e giochi per computer, nei quali solitamente presta la voce a personaggi russi.
Uno dei ruoli per i quali Alex Veadov è particolarmente conosciuto è quello di Vadim Nezhinski, personaggio della Organizatsya nel film I padroni della notte.

## Filmografia

### Cinema
- Terminal Force, regia di Fred Olen Ray (1989)
- First Strike (Ging chaat goo si 4: Gaan dan yam mo), regia di Stanley Tong (1996)
- Justine - Il centro della passione (Justine: In the Heat of Passion), regia di David Cove (1996)
- Justine: La seduzione dell'innocenza (Justine: Seduction of Innocence), regia di Lev L. Spiro (1996)
- Contact, regia di Robert Zemeckis (1997)
- Air Force One, regia di Wolfgang Petersen (1997)
- Falling Sky, regia di Russ Brandt e Brian J. De Palma (1998)
- Thirteen Days, regia di Roger Donaldson (2000)
- The Hollywood Sign, regia di Sönke Wortmann (2001)
- Neighborhood Watch, regia di Graeme Whifler (2005)
- I padroni della notte (We Own the Night), regia di James Gray (2007)
- Marco Polo, regia di Alton Glass (2008)
- Eugene, regia di Jake Barsha (2009)
- Drag Me to Hell, regia di Sam Raimi (2009)
- The Harsh Life of Veronica Lambert, regia di Nika Agiashvili (2009)
- Jesus Comes to Town, regia di Kamal John Iskander - cortometraggio (2010)
- The Bad Penny, regia di Todd Bellanca (2011)
- Act of Valor, regia di Mike McCoy e Scott Waugh (2012)
- Lost Angeles, regia di Phedon Papamichael (2012)
- Not Fade Away, regia di David Chase (2012)
- Life's an Itch, regia di Kevin Alan Kent (2012)
- The Saratov Approach, regia di Garrett Batty (2013)
- Delirium, regia di Lee Roy Kunz (2013)
- Cavemen, regia di Herschel Faber (2013)
- Original Love, regia di David Gutnik - cortometraggio (2013)
- American Dream: The True Story, regia di Namrata Singh Gujral - cortometraggio (2014)
- The Equalizer - Il vendicatore (The Equalizer), regia di Antoine Fuqua (2014)
- The Florist, regia di Bianca Bonciu e Cesar D' La Torre - cortometraggio (2016)
- The Cross-Up, regia di Eddie Velez - cortometraggio (2017)
- Alterscape, regia di Serge Levin (2018)
- Lorenz Fractal, regia collettiva - cortometraggio (2018)
- Crossing, regia di Arthur Ian (2019)

### Televisione
- General Hospital – serie TV (1995)
- Vanishing Son – serie TV, episodi 1x01 (1995)
- OP Center – miniserie TV (1995)
- Justine: A Midsummer Night's Dream, regia di David Cove – film TV (1997)
- Onda d'urto (Counter Measures), regia di Fred Olen Ray – film TV (1998)
- Seven Days – serie TV, episodi 1x01 (1998)
- Cover Me: Based on the True Life of an FBI Family – serie TV, episodi 1x03 (2000)
- JAG - Avvocati in divisa (JAG) – serie TV, episodi 6x02 (2000)
- Cursed – serie TV, episodi 1x16 (2001)
- The Agency – serie TV, episodi 1x14 (2002)
- The Shield – serie TV, episodi 1x13 (2002)
- Stranded, regia di Fred Olen Ray – film TV (2002)
- Senza traccia (Without a Trace) – serie TV, episodi 1x04 (2002)
- Astronauts, regia di Robert Harmon – film TV (2002)
- Alias – serie TV, episodi 1x04-4x07 (2001-2005)
- NYPD - New York Police Department (NYPD Blue) – serie TV, episodi 12x18-12x19 (2005)
- Tutti odiano Chris (Everybody Hates Chris) – serie TV, episodi 3x06 (2007)
- Terminator: The Sarah Connor Chronicles – serie TV, episodi 1x07 (2008)
- Greek - La confraternita (Greek) – serie TV, episodi 1x19 (2008)
- The Closer – serie TV, episodi 4x05 (2008)
- Svetlana – serie TV, 20 episodi (2010-2011)
- Chop Shop – serie TV, episodi 1x03-1x04-1x06 (2014)
- Agent Carter – serie TV, episodi 1x05 (2015)
- NCIS - Unità anticrimine (NCIS: Naval Criminal Investigative Service) – serie TV, episodi 12x01-12x11-12x15 (2014-2015)
- Lust 'n' Love – serie TV, episodi 1x02-1x05 (2015)
- The Americans – serie TV, episodi 6x03 (2018)
- MacGyver – serie TV, episodi 4x06 (2020)

## Doppiatori italiani
Nelle versioni in italiano delle opere in cui ha recitato e serie televisive, Lev Gorn è stato doppiato da:
- Gerolamo Alchieri in The Shield[1]
- Giorgio Locuratolo in The Closer
- Andrea Lavagnino in NCIS - Unità anticrimine[2]
- Marco Fumarola in Agent Carter[3]